# Giovanni Battista Piranesi
Giovanni Battista (též Giambattista) Piranesi (4. října 1720 Mogliano Veneto, Benátsko – 9. listopadu 1778 Řím) byl jedním z nejvýznamnějších evropských grafiků 18. století, který čerpal z vlastních zkušeností architekta a z dobových archeologických nálezů.

## Životopis
Rodina Piranesi odvozovala své jméno od istrijského města Piran. Umělcův otec Angelo byl kameník, zatímco matka Laura, původním jménem Lucchesi, pocházela z rodiny architektů. Dokládá to i strýc Matteo Lucchesi, inženýr, u něhož se Giovanni Battista krátce učil. Vzhledem k neshodám však brzy přešel k Giovanni Scalfarottovi, strýcovu nadřízenému, v jehož ateliéru se seznamoval s architekturou benátských staveb. Předpokládá se, že ještě před svým prvním odchodem do Říma pracoval i v grafické dílně Carla Zucchiho, u něhož studoval techniku perspektivy.
V roce 1740 Piranesi přicestoval do Říma ve funkci kreslíře nového benátského velvyslance u papežského stolce. V římské dílně bratrů Domenica a Giuseppe Valerianiových Giovanni Battista pokračoval ve studiu perspektivy. Ve snaze zvládnout techniku leptu v roce 1742 umělec vstoupil do dílny Giuseppe Vasiho, významného římského grafika a vydavatele. I tuto dílnu však po několika měsících opustil, aby v následujícím roce vydal svůj první grafický soubor nazvaný První část architektur a perspektiv (italsky Prima Parte di Architetture e Prospettive). Tento soubor tisků antických ruin, římských staveb a prostranství však nedosáhl očekávaného úspěchu. V roce 1745 se proto Piranesi podílel 48 signovanými grafickými listy na vydání společného souboru nazvaného Rozličné veduty antického a moderního Říma (italsky Varie Vedute di Roma Antica e Moderna), který naopak získal mimořádnou popularitu. Zajistil si tím společenské postavení a jako aktivní umělec byl přijat za člena italské literární akademie (Accademia dell'Arcadia), jež byla založena v Římě roku 1690. Překvapením proto byla Piranesiho cesta do Benátek na jaře 1744. Sice nakrátko se do Říma vrátil, ale v létě 1745 již opět pobýval v Benátkách, kde zůstal až do srpna 1747. Pobytu Piranesi využil nejen k získání finančních prostředků k zamýšleným velkým vedutám Říma, ale mohl se zde seznámit i s díly předních benátských malířů, jakými v té době byli Giovanni Battista Tiepolo (1696–1770) či Antonio Canal, zvaný „Canaletto“ (1697–1768). Na podzim 1747 Piranesi opustil Benátky a natrvalo se usadil v Římě, kde si na římské Via del Corso otevřel obchod s grafikou. Prodával v něm jak vlastní grafické listy, tak i grafiku jiných autorů, především benátských. Současně začal spolupracovat s vydavatelem Giovanni Bouchardem, který měl podnik ve stejné ulici. Společně vydali Piranesiho nejslavnější soubor šestnácti fantaskních vězeňských prostor pod názvem Smyšlené představy žalářů. Cyklus známý jako Carceri se stal protiváhou k jeho raným vedutám Říma, pojatým ještě v benátském stylu. Podruhé cyklus vydal v roce 1761 již ve svém vlastním nakladatelství pod názvem Smyšlené žaláře (Carceri d'Invenzione). Přitom většinu desek Piranesi doplnil o kontrastnější motivy a cyklus pak vydával až do roku 1778 jako součást souboru Rozličná díla (italsky Opere Varie II).
Pod vlivem Tiepolových grafických listů nazvaných Rozmary Piranesi vydal čtyři grafické listy, které vyšly v roce 1750 v souboru Grotesky (italsky Grotteschi). Ještě v tomtéž roce pak vydal upravený cyklus Prima Parte spolu s Carceri a Grotteschi v souboru Opere Varie. Krátce poté Piranesi uzavřel manželství s Angelikou Pasquini, dcerou zahradníka knížete Corsiniho (1752). Z manželství vzešlo osm dětí, ale dospělosti se dožilo jen pět z nich (Laura *1755, Francesco *1758, Angelo *1763, Anna *1766 a Pietro *1773). Nejstarší dcera Laura, a později i synové Francesco a Pietro, se stali pomocníky v otcově dílně. Po otcově smrti Francesco převzal i vedení dílny.
V 60. letech 18. století se Piranesi uplatnil i jako architekt. V roce 1761 přestěhoval svůj prosperující podnik z Via del Corso do paláce na Strada Felice. Zde vydal cyklus nazvaný O velkoleposti a architektuře Římanů, v němž upřednostnil vliv etruské architektury před vlivem řeckých chrámů na architektonický vývoj starověkého Říma. Spis dedikovaný papeži Klementu XIII. ale vyvolal tím polemiku v odborných kruzích. Přízeň papeže však přinesla Piranesimu další zakázky. Jednou z nich byla výzdoba pokojů pro papežova synovce Giambattistu Rezzonica, velkopřevora řádu maltézských rytířů v Římě. V té době se mu dostal i objednávku na přestavbu maltézského kostela Santa Maria del Priorato v Římě s přilehlým náměstím. Zakázku Piranesi realizoval v letech 1764–1766. Papež za její úspěšné provedení udělil Giambattistovi titul "Rytíř zlaté ostruhy", který mu dovoloval používat titul "Cavaliere". Díky vazbám na rodinu papeže Klimenta XIII., která jako on pocházela z Benátek, umělec získal i další nabídky na přestavby interiérů významných palácových staveb (Kapitolský palác, palác na Quirinalu, Castel Gandolfo). Papež dokonce pověřil Piranesiho přestavbou hlavního oltáře a presbytáře v basilice San Giovanni na Lateránu, ale projekt nebyl realizován z důvodů vleklého nedostatku finančních prostředků a následné papežovy smrti (1769). Ztráta papežského mecenátu však Piranesiho nepostihla, neboť od poloviny 60. let začal působit i jako interiérový dekoratér. Dokládá to dnes nedochovaná výzdoba stěn kavárny Caffè degli Inglesi odkazující na umění starého Egypta. Jediným dokladem těchto dekorací jsou lepty v souboru Diverse maniere z roku 1769.
V 60. a 70. letech se Piranesiho grafická tvorba začala orientovat i na okolí Říma. Původně na něho silně zapůsobily ruiny staveb, které spatřil při návštěvě Herkulanea v roce 1742 a později i Hadrianovy vily poblíž Tivoli. V roce 1775 umělec navštívil Pompeje, kde vytvořil řadu kreseb, které však graficky zpracoval až jeho syn Francesco. V letech 1777 a 1778 Giovanni Battista Piranesi ještě navštívil řecké památky v Paestu, jižně od Neapole. Zde měl možnost se podrobně seznámit s řeckými chrámy, což zmírnilo jeho předchozí "protiřecké" názory. Během pobytu v Paestu se však u Piranesiho začalo zhoršovat onemocnění močových cest, na které zemřel po návratu do Říma v listopadu 1778. Původně byl pohřben v římském kostele Sant'Andrea delle Fratte, ale později byly jeho ostatky přeneseny do kostela Santa Maria del Priorato. Dílnu po Giovanni Battistovi převzal jeho syn Francesco, který ji v roce 1799 přestěhoval do Paříže. Ve Francii pak rodinná firma působila až do roku 1810, kdy Francesco Piranesi umírá.

## Umělecká kariéra

### Piranesi jako vedutista

#### První grafické listy

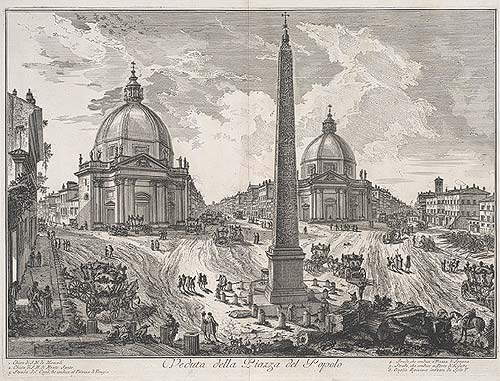
Veduta Piazza del Popolo (Vedute di Roma I, 1748–1774)

Piranesi svůj obdiv k velkoleposti antického Říma poprvé vyjádřil v souboru 12 grafických listů, které vydal, spolu s frontispisem, v nakladatelství bratří Pargiariniů pod názvem Prima Parte di Architetture e Prospettive v roce 1743. Listy zachycovaly autorovy fantazijní variace na římskou architekturu a vyznačovaly se složitou perspektivou. Zobrazená náměstí, monumentální schodiště a velkolepé paláce, to vše bylo známé z dobových divadelních scén. Přitom vzorem mu byla nejen starořímská architektura, ale i barokní benátská architektura té doby. Dokládá to i převzetí benátské světelnosti, pro kterou jsou listy označovány jako "blonde". S několika provedenými změnami následovalo druhé vydání Prima Parte (asi před 1744) s reedicí v roce 1747. V roce 1750 Piranesi vydal tento cyklus, rozšířený o cykly Grotteschi a Carceri, jako součást souboru Opere Varie a o dalších 10 leptů doplněný soubor pak vydal ještě v roce 1761.

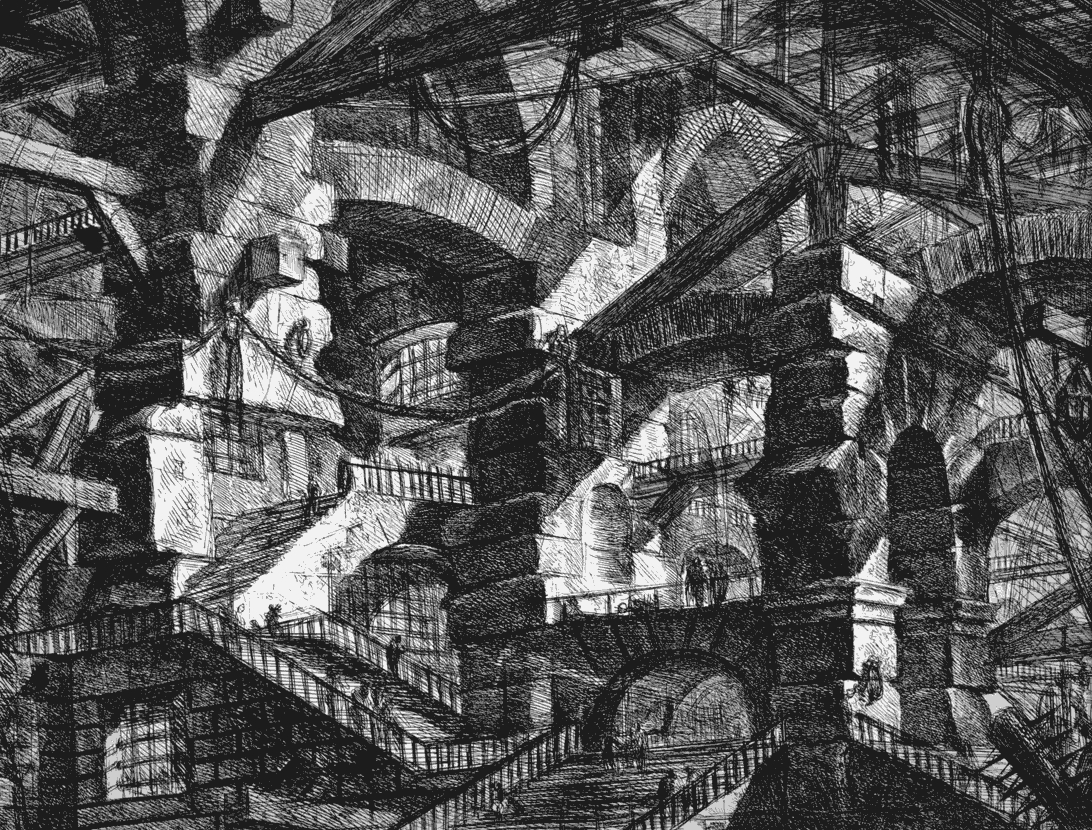
Gotický oblouk, grafický list č.14 (Carceri, 1749–1761

#### Fantazie žalářů
Cyklus původních 14 leptů nazvaný Invenzioni Capric. di Carceri, známý jako Smyšlené představy žalářů, poprvé vyšel v nakladatelství Giovanni Boucharda mezi roky 1749–50. Žaláře v té době patřily k běžným jevištním návrhům a Piranesi tohoto tématu využil k vytvoření nečekaných pohledů do fantaskních architektonických prostorů charakterizovaných diagonálním pohledem skrze klenební oblouky nacházející se v popředí. Toto vydání bylo součástí dalších grafik s již zmíněným názvem Opere Varie. Soubor Carceri svou dramatičností a emotivním nábojem vystřídal v Piranesiho tvorbě původní, většinou realisticky pojaté veduty Říma. O dva tisky rozšířený soubor 16 grafik vyšel znovu v roce 1761 v Piranesiho nakladatelství pod názvem Carceri d'Invenzione. Ve druhé přepracované edici se grafiky vyznačovaly zvýšeným světelným kontrastem a zaplněním prostoru množstvím rekvizit a postav, což mělo prohloubit tíživou atmosféru vězení antického Říma. V porovnání se světlem naplněnými melancholickými prostory Carceri prvního alba, nové grafické listy získaly na prostorovosti a dramatičnosti. Soubor pak opakovaně vycházel mezi léty 1761–1778 a stal se také součástí umělcova pozdního souboru Opere Varie II.

#### Velkoplošné veduty Říma

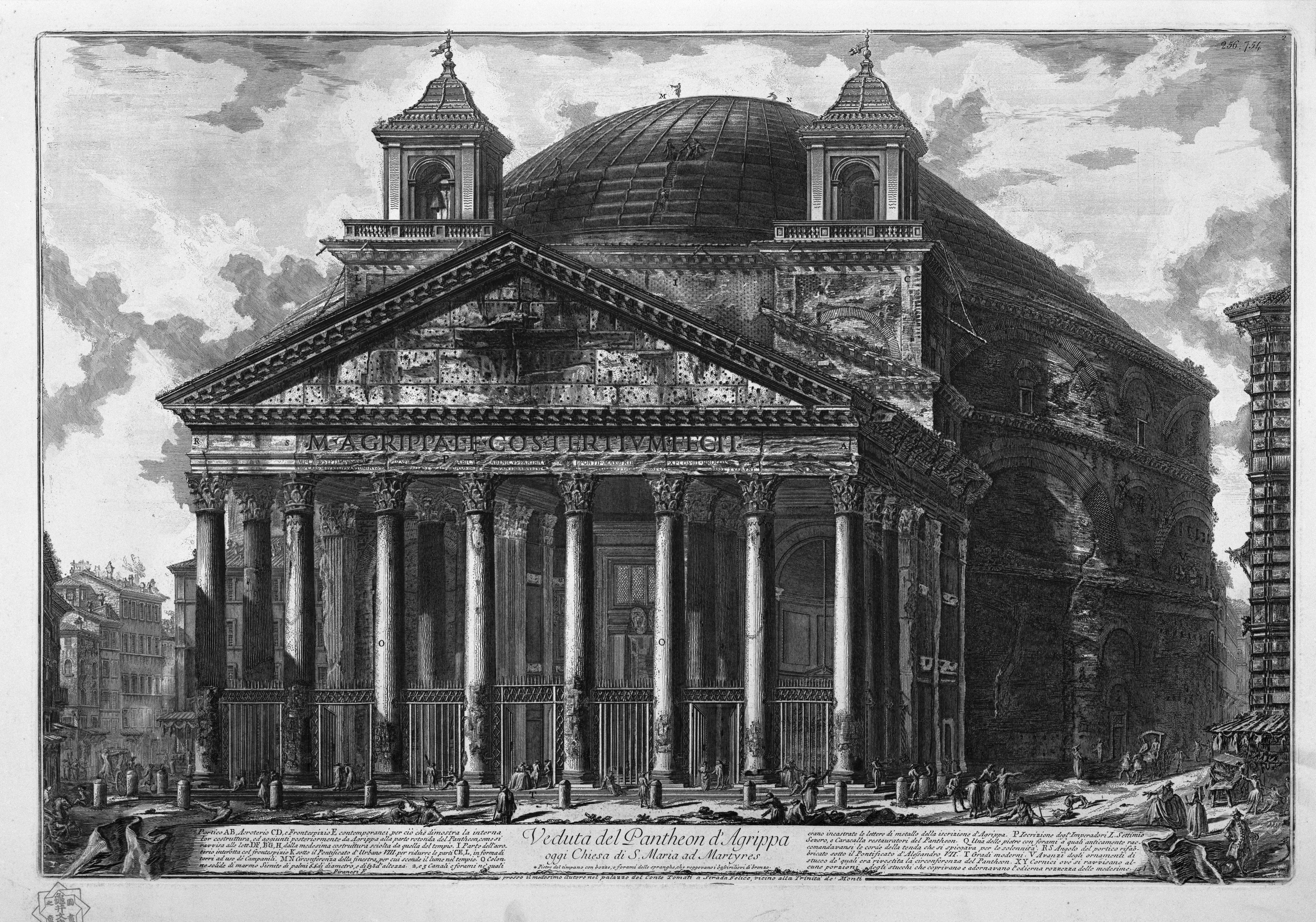
Veduta Panteonu (Vedute di Roma II, 1748–1774)

Veduta jako architektura zasazená do často fiktivní krajiny zajistila Piranesimu nejen popularitu, ale i finanční jistotu. Byl to především vzrůstající počet movitých návštěvníků Říma ze zaalpských zemí, kteří si nejčastěji odváželi z těchto cest grafické listy z cyklu Vedute di Roma (Římské veduty). První Piranesiho veduty, které vznikly během umělcova prvního pobytu v Římě, se vyznačovaly "pohlednicovými" rozměry a jejich světelnost dokládala autorovu znalost prosluněné atmosféry rodných Benátek. Na kolektivním albu s názvem Varie Vedute di Roma Antica e Moderna (Rozličné veduty antického a moderního Říma), které vyšlo v roce 1745, se Piranesi podílel již jednapadesáti lepty. Po definitivním návratu do Říma pak Piranesi začal pracovat na samostatném souboru třiceti pohledů na antické památky, které o rok později vydal pod názvem Antichità Romane de'Tempi della Repubblica e de'primi Imperatori (Římské antické památky z doby republiky a počátků císařství). Album přineslo autorovi úspěch a tak bylo znovu vydáno v roce 1765. Piranesiho nejznámějšími vedutami přesto zůstala jeho původní velkoplošná vyobrazení ve Vedute di Roma. Umělec se k tomuto námětu vracel až do své smrti, a proto nepřekvapí, že celý cyklus nakonec dosáhl počtu 137 vedut.

### Piranesi jako architekt

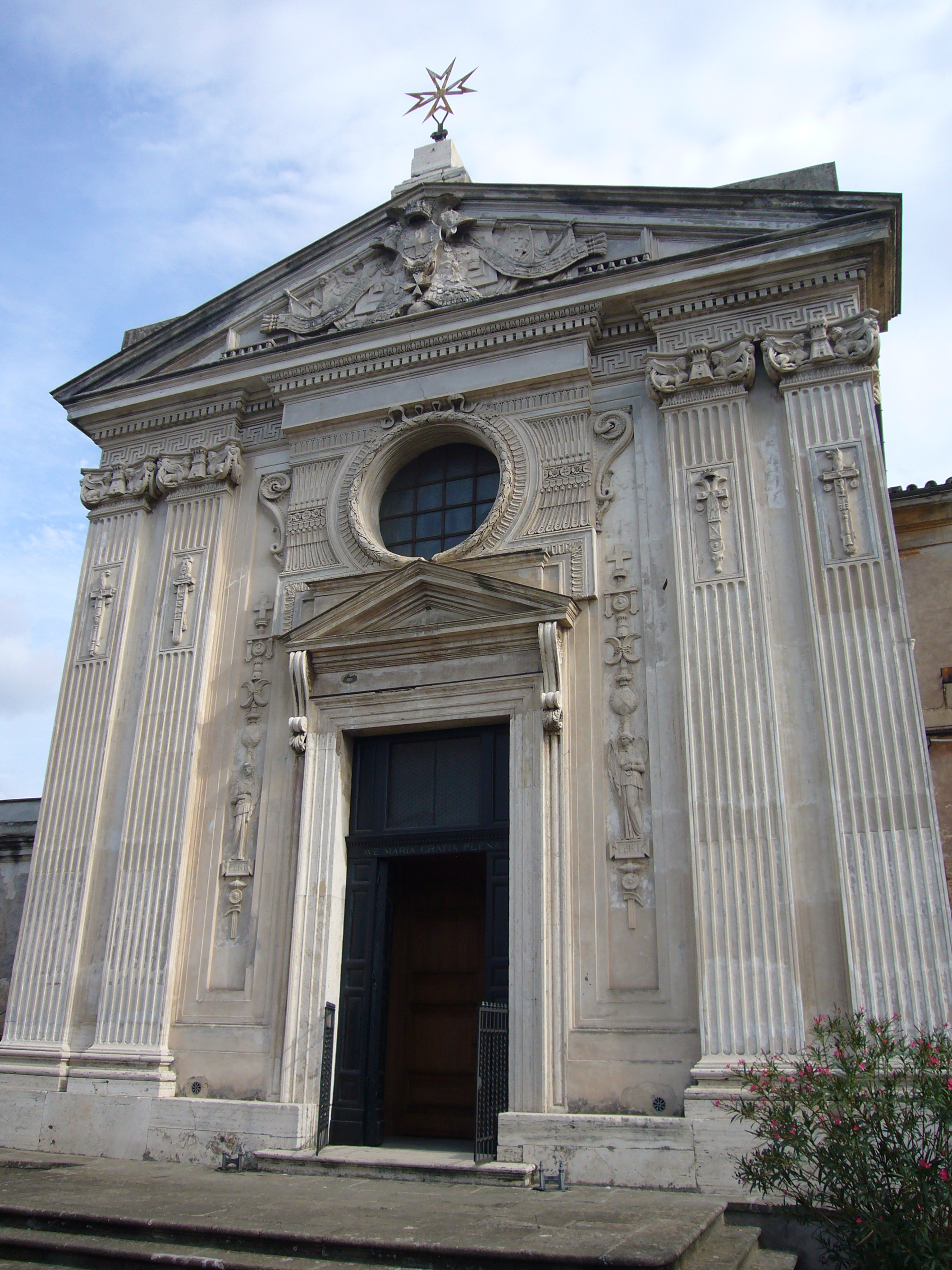
Vstupní fasáda kostela Santa Maria del Priorato

Jako architekt, za kterého se Piranesi považoval především, vedl téměř celoživotní polemiku, v níž upřednostňoval architektonické umění Římanů a domníval se, že vycházelo z etruské tradice a nikoliv ze staveb klasického Řecka. Na potvrzení svých názorů vydal v roce 1761 soubor Della Magnificenza ed Architettura de'Romani (O velkoleposti a architektuře Římanů). Dílo bylo příznivě přijato papežem Klementem XIII., což přispělo k realizaci dnes jediného zachovaného Piranesiho architektonického díla v Římě, a to k přestavbě vily velkopřevorství maltézských rytířů s přilehlým kostelem Santa Maria del Priorato na římském Aventinu. Piranesi upravil jak vnější fasádu kostela, tak i jeho interiér. Obojí nezapře vliv římského stylu z doby Francesca Borrominiho (1599–1667). Celý architektonický komplex pokrývají četné emblémy kardinála a velkopřevora, který byl papežovým synovcem. Příznivé přijetí navrhovaných úprav vedlo k tomu, že Piranesi byl v roce 1763 jmenován "papežským architektem". Krátce předtím papež rozhodl o úpravě interiéru basilky San Giovanni in Laterano a Piranesi předložil své návrhy. Ty však nebyly realizovány nejen vzhledem k opozici ostatních papežových architektů, ale i z důvodu finančních obtíží. Především v pozdějších rytinách římských památek Piranesi zachycoval nejen jejich dobovou podobu, ale proměřoval i jejich půdorys a jednotlivé průřezy. V polovině 70. let 18. století se pak věnoval architektonickým detailům zaniklého města Paesta v Kampánii. Jeho skici a studiové kresby však převáděla do podoby grafických listů větší měrou již také dílna, jak to dokládá i podíl syna Francesca.

### Piranesi archeologem a antikvářem

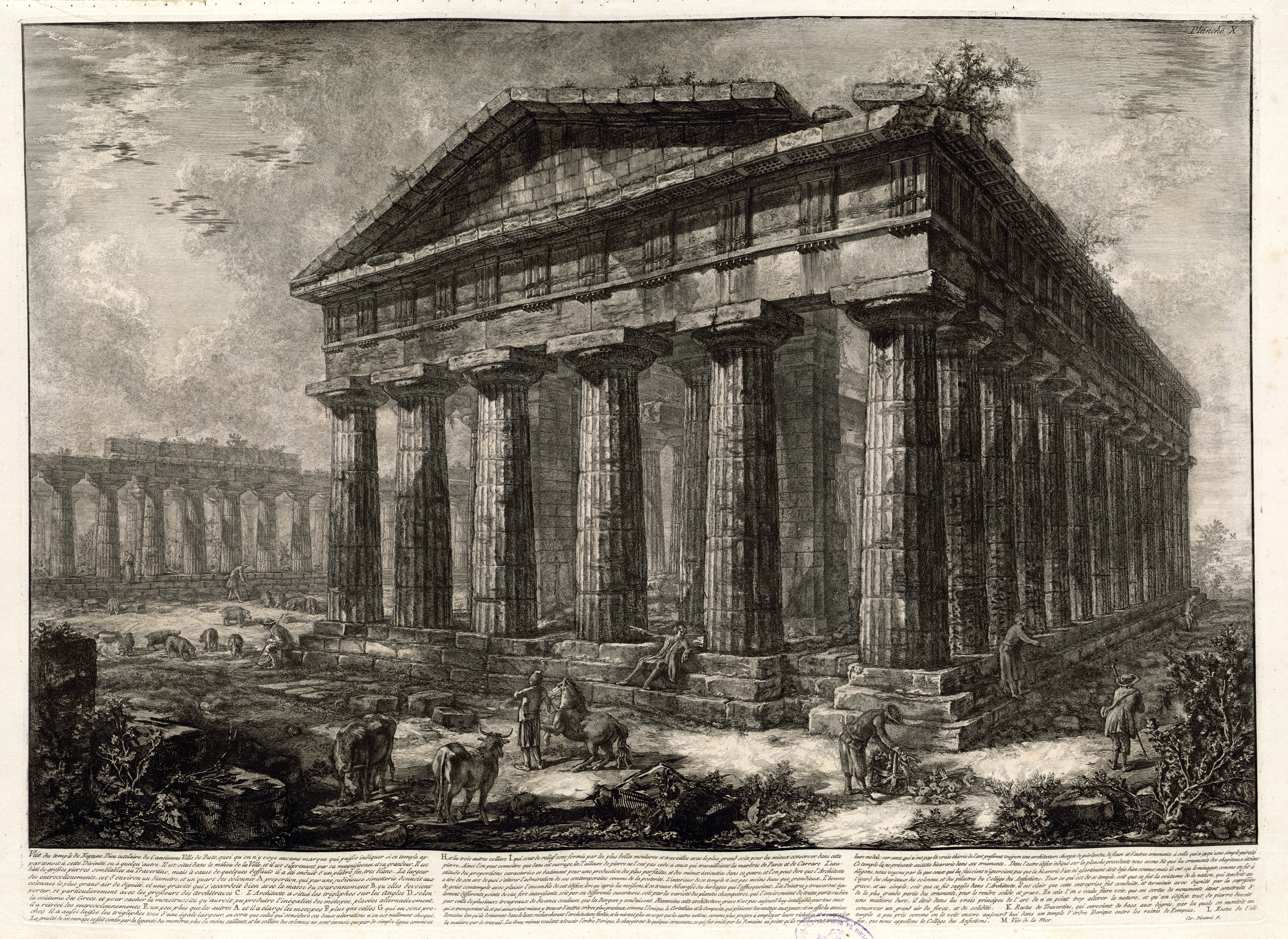
Poseidonův (Neptunův) chrám v Paestru (Grafický list X, 1778)

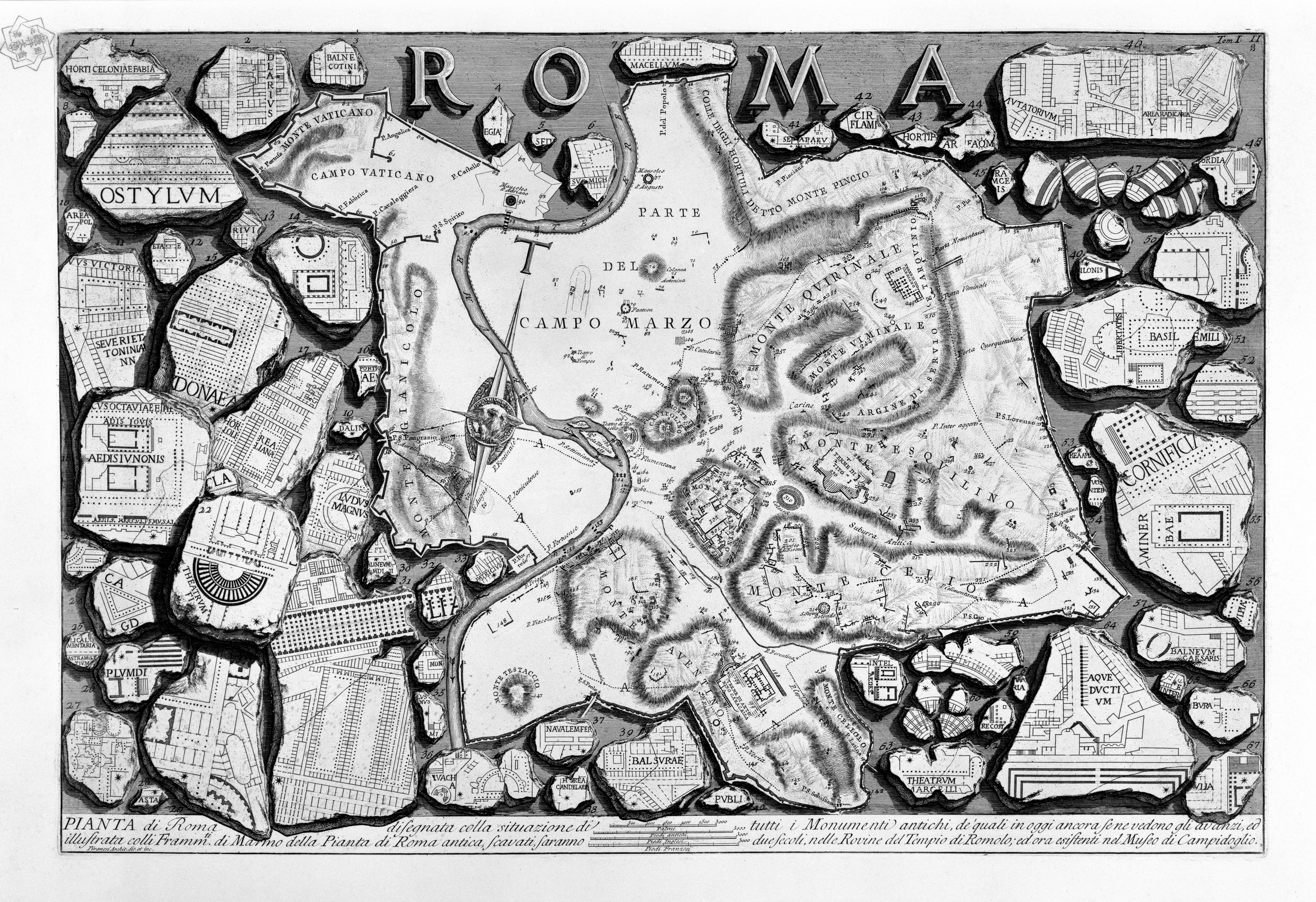
Plán Říma (Pianta di Roma, Le Antichità Romane I, 1756)

Během pobytu v Římě se u Piranesiho prohloubil zájem o architekturu a o antické památky obecně. Především kontakty s Giambattistou Nollim, váženým architektem a kartografem, ho přivedly ke studiu antických památek Říma a ke zkoumání v něm dochovaných ruin z té doby. Mezi nimi měly mimořádný význam Nollim studované fragmenty mramorového plánu Říma Forma Urbis Romae ze 3. st. n. l., které Piranesi zachytil v leptu Pianta di Roma, jež se stal součástí čtyřdílného souboru římských starožitností (Le Antichità Romanae I-IV) vydaného v roce 1756. Zatímco první díl zachycoval plán antického Říma a vybraných památek, druhý a třetí díl obsahoval hrobky římských císařů a významných osobností, poslední díl byl věnován římským mostům. Pátým dílem měl být plán Martova pole. Pro složitost a rozměrnost oblasti se vydání díla odsunulo a v podobě alba bylo zveřejněno až v roce 1762. Detailní plán oblasti obsahující půdorysy jednotlivých staveb nacházejících se na Martově poli je Piranesiho rekonstrukcí, což dokládá lept Plán Martova pole antického Říma. Z kartografického hlediska je za nejvýstižnější považován lept Pianta di Roma e del Campo Marzio, tj. Mapa Říma a Martova pole z roku 1774.
V 60. letech Piranesi rozšířil svůj umělecký zájem o obchod s antickými starožitnostmi. Jeden z dokladů této jeho činnosti je dvousvazkové album Vasi, Candelabri, Cippi, Sarcofagi vydané v roce 1778. Album bylo spíše katalogem, přičemž v něm zobrazené antické starožitnosti byly před prodejem důkladně zrestaurovány a pokud chyběla větší část artefaktu, byla doplněna bez ohledu na možnou skutečnou podobu starožitnosti. Většinu grafických listů pro toto album vytvořila dílna za dohledu syna Francesca podle otcových nákresů po jeho smrti. Dílo potvrdilo Piranesiho pověst znalce antického umění.

## Piranesiho historický význam
Perspektivní pohledy na antickou krajinu s architektonickými památkami nabyly velké obliby v Itálii 18. století. V oblibě je měla především benátská škola. I když v Římě se tento typ rytin stal populárním již v 16. století, v Benátkách se grafická veduta ujala i ve velkém formátu a byla výtvarně zajímavější. Protože někteří umělci do nich promítali i vlastní scénografii, začaly se rozlišovat tzv. "přesné veduty" (vedute esatte) a "veduty fantastické" (vedute ideate). Ve velkoplošných pohledech na v té době oblíbené zříceniny antického Říma vynikl Giovanni Battista Piranesi jako geniální rytec, který ve svých dílech kombinoval přesné zachycení skutečnosti s překypující fantazií. V sérii grafik nazvaných Vězení nakonec ztvárnil tajemné, až hrůzu nahánějící vize, které významně ovlivnily pozdější umělce, především Francisca Goyu (1746–1828) a v neposlední řadě i surrealisty 2. čtvrtiny 20. století.

## Výstavy díla v České republice
- 1972 Giovanni Battista Piranesi : 1720–1778 : Grafické dílo, Národní galerie, Praha, červenec-září 1972, katalog, kurátor: Jana Wittlichová
- 2014–2015 Archiv hlavního města Prahy, Clam Gallasův palác, 20. 11. 2014 – 1. 2. 2015, katalog výstavy Giovanni Battista Piranesi, kurátor: Ph.D. Blanka Kubíková